# San Vicentejo
San Vicentejo es una entidad local menor perteneciente al municipio de Condado de Treviño, Burgos (España). Está situada en la Comarca del Ebro.

## Geografía física
Tiene una extensión superficial de 2,65 km². Se ubica en la carretera BU-750, a 9 km al norte de la capital del municipio, Treviño, junto a Imiruri y el pueblo abandonado de Ochate.

## Demografía
Evolución de la población
| Gráfica de evolución demográfica de San Vicentejo entre 2000 y 2018 |
|                                                                     |
| Población de derecho (2000-2018) según el padrón municipal del INE  |

## Historia

### Antiguo Régimen
Antes de la creación de los ayuntamientos constitucionales estaba incluida en la Cuadrilla de Val de Lauri.
Así se describe a San Vicentejo en el tomo XVI del Diccionario geográfico-estadístico-histórico de España y sus posesiones de Ultramar, obra impulsada por Pascual Madoz a mediados del siglo XIX:

Lugar en la provincia, audiencia territorial y capitanía general de Burgos (19 leguas), partido judicial de Miranda de Ebro (5), diócesis de Calahorra (18), ayuntamiento y condado de Treviño (1 ½). Situado a la izquierda de la carretera de Vitoria a Logroño, al Mediodía y falda de un monte, con buena ventilación y clima templado y sano; las enfermedades comunes son constipados. Tiene 11 casas, una iglesia parroquial (San Jorge), servida por un cura de ingreso; una ermita casi derruida, dedicada a Nuestra Señora de la Concepción. El término confina N Mendiola y Castillo; E Ochate; S Uzquiano, y O Ascarza. El terreno es escabroso, de mediana calidad; le baña el río Uzquiano, al cual le cruzan algunos pontones de madera; el monte está poblado de hayas y robles. Hay un camino de calzada que conduce de Vitoria a Logroño, y otros locales. El correo se recibe de Treviño. Producciones: cereales, legumbres, patatas y lino; cría ganado lanar, mular y cabrío; y caza menor. Población: 8 vecinos, 38 almas. Capital productivo: 17.400 reales. Imponible: 865.
Diccionario geográfico-estadístico-histórico de España y sus posesiones de Ultramar

### SigloXXI
El Pleno del Ayuntamiento de Condado de Treviño, en sesión celebrada el 20 de junio de 2003, acuerda iniciar el expediente de constitución en entidad local menor, una vez acreditada la existencia de patrimonio suficiente para garantizar el cumplimiento de sus fines, así como de bienes, derechos o intereses peculiares y propios de los vecinos y distintos a los comunes al municipio de Condado de Treviño, que justifican la creación de una organización administrativa descentralizada.

## Cultura

### Patrimonio material
- Núcleo urbano de pequeñas dimensiones, con una calle principal y otra transversal. En el extremo, una ermita y una casona aisladas, junto a la carretera. Iglesia en el centro.
- Fuente-abrevadero-lavadero, exento al borde del núcleo.
- Iglesia de San Jorge, de una nave, con dos tramos denotados por contrafuertes al exterior y cabecera poligonal con contrafuertes. Tiene torre con campanario. y un  pórtico resguardando con portada de arco rebajado del siglo XVI. El cementerio está adosado al templo.

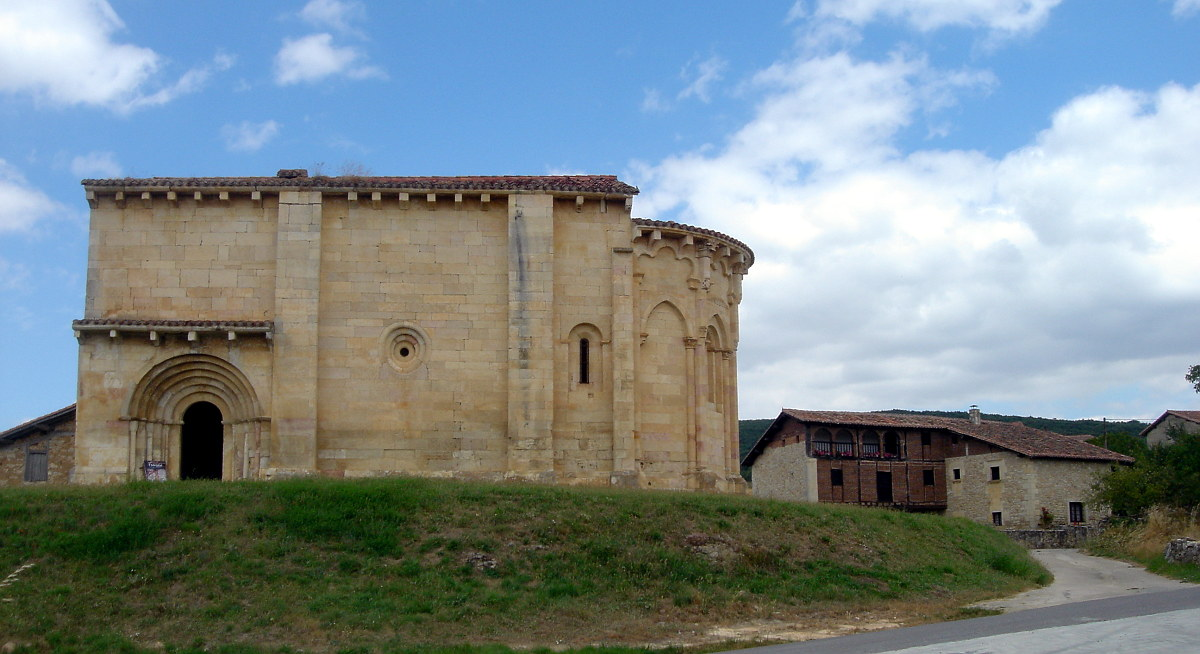
Ermita de la Concepción San Vicentejo

- Ermita de la Concepción, Monumento Histórico-Artístico Nacional, de finales del siglo XII, de una nave con cabecera con ábside semicircular, con arquería ciega de cinco tramos, con tres tramos de arcos superpuestos. La nave, más elevada que el ábside, presenta bóveda aquillada, apoyada en tres arcos fajones que descansan en haces de tres columnas. Portada en el último tramo con seis arquivoltas ligeramente apuntadas, con capiteles y columnas, pero su decoración aparece muy destrozada. Segunda portada tapiada. Su restauración estuvo sufragada por la Diputación de Álava.

- Arquitectura popular, casona barroca (siglo XVII) de planta en forma de «L» y tres alturas, porticada con solana de seis arcos de medio punto, fábrica de sillería y mampostería.

### Patrimonio inmaterial
El día 15 de agosto, fiesta de la Virgen de la Asunción, la población de San Vicentejo, junto con la de Aguillo, Ajarte, Imíruri y Uzquiano suben en romería hasta la Ermita de Nuestra Señora de Burgondo, ubicada en el despoblado de Ochate. Estos cinco pueblos formaban una cofradía conocida como “La Letanía”.

## Disposiciones legales
El pleno de la corporación municipal acuerda delegar el servicio domiciliario de agua potable así como el de alcantarillado a esta nueva Junta Vecinal Acuerdo de 18 de enero de 2008\Boletín Provincia (enlace roto disponible en Internet Archive; véase el historial, la primera versión y la última).